# Seznam rosnatek
Toto je seznam druhů rosnatek.

## Rozdělení podle morfologických znaků
V roce 1994 Seine a Barthlott rozdělili rod do třech podrodů a 11 sekcí na základě jejich morfologické charakteristiky.
Výzkum a popis nových druhů od 10. století a ve 40. letech 20. století bylo známo sotva 80 druhů. Ze začátku se Australan Allen Lowrie podílel na rychlém výzkumu tohoto rodu a popsal mnoho nových australských rodů. Jeho klasifikace rodu byla v roce 1996 nahrazena prací Jana Schlauera, přesto je přesná klasifikace stále sporná.

### PodrodDrosera

#### SekceDrosera

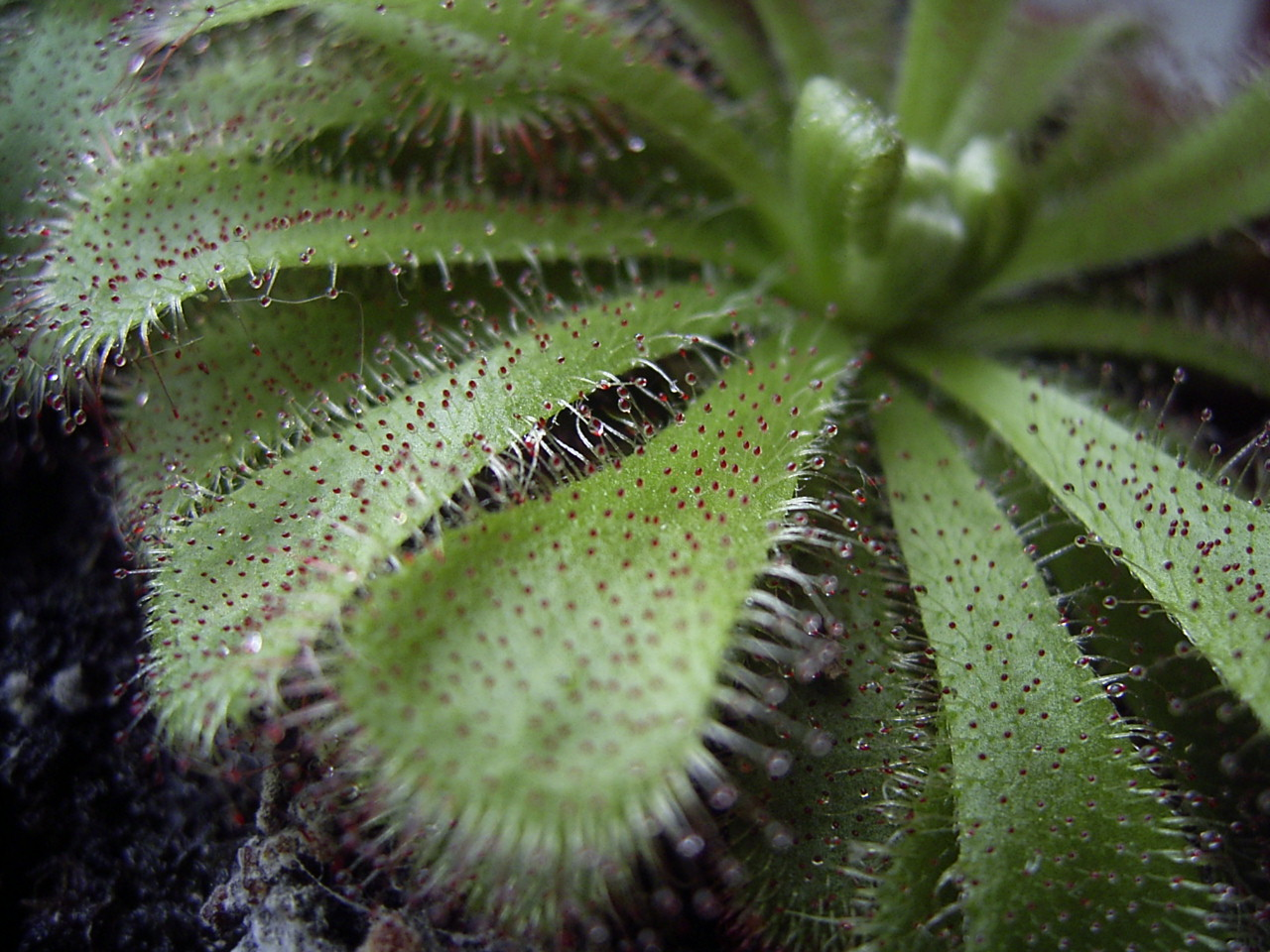
D. aliciae

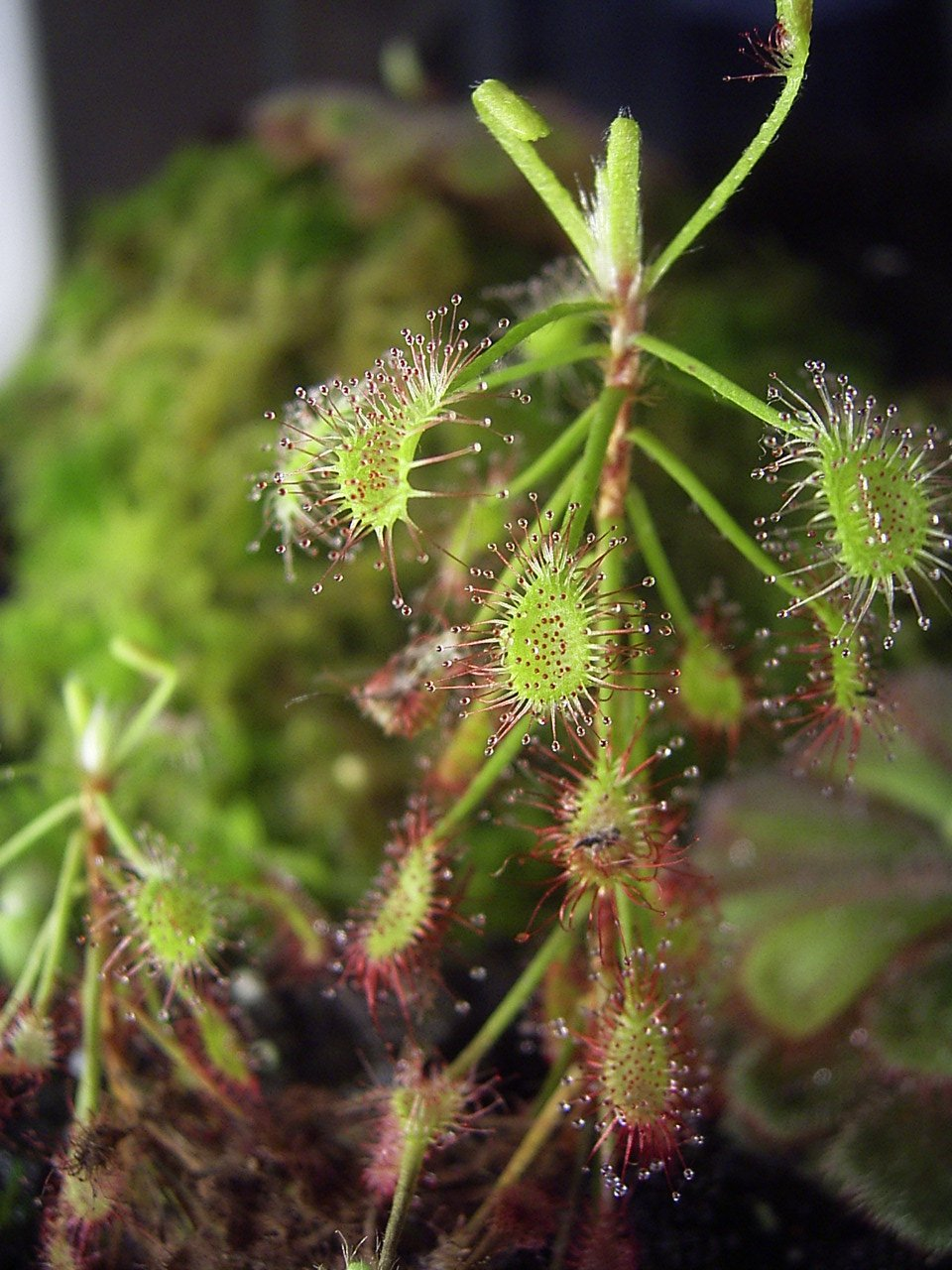
D. madagascariensis

| Drosera adelae        | Drosera affinis        | Drosera alba             |
| Drosera aliciae       | Drosera anglica        | Drosera arcturi          |
| Drosera arenicola     | Drosera bequaertii     | Drosera biflora          |
| Drosera brevifolia    | Drosera burkeana       | Drosera capensis         |
| Drosera capillaris    | Drosera cayennensis    | Drosera cendeensis       |
| Drosera chrysolepis   | Drosera collinsiae     | Drosera colombiana       |
| Drosera communis      | Drosera cuneifolia     | Drosera dielsiana        |
| Drosera elongata      | Drosera esmeraldae     | Drosera felix            |
| Drosera filiformis    | Drosera glabripes      | Drosera graminifolia     |
| Drosera granstaui     | Drosera graomogolensis | Drosera hamiltonii       |
| Drosera hartmeyerorum | Drosera hilaris        | Drosera hirtella         |
| Drosera hirticalyx    | Drosera humbertii      | Drosera indica           |
| Drosera insolita      | Drosera intermedia     | Drosera kaieteurensis    |
| Drosera katangensis   | Drosera linearis       | Drosera madagascariensis |
| Drosera montana       | Drosera natalensis     | Drosera neocaledonica    |
| Drosera nidiformis    | Drosera oblanceolata   | Drosera panamensis       |
| Drosera pilosa        | Drosera prolifera      | Drosera roraimae         |
| Drosera rotundifolia  | Drosera schizandra     | Drosera slackii          |
| Drosera spatulata     | Drosera stenopetala    | Drosera uniflora         |
| Drosera villosa       | Drosera viridis        | Drosera yutajensis       |

#### SekceBryastrum
| Drosera androsacea   | Drosera barbigera     | Drosera bryastrum      |  |
| Drosera callistos    | Drosera citrina       | Drosera closterostigma |  |
| Drosera dichrosepala | Drosera echinoblastus | Drosera enneaba        |  |
| Drosera enodes       | Drosera ericksoniae   | Drosera grievei        |  |
| Drosera helodes      | Drosera hyperostigma  | Drosera lasiantha      |  |
| Drosera leucoblasta  | Drosera mannii        | Drosera microscapa     |  |
| Drosera miniata      | Drosera nivea         | Drosera nitidula       |  |
| Drosera occidentalis | Drosera omissa        | Drosera oreopodion     |  |
| Drosera paleacea     | Drosera parvula       | Drosera platystigma    |  |
| Drosera pulchella    | Drosera pycnoblasta   | Drosera pygmaea        |  |
| Drosera roseana      | Drosera rechingeri    | Drosera sargentii      |  |
| Drosera scorpioides  | Drosera sewelliae     | Drosera silvicola      |  |
| Drosera spilos       | Drosera stelliflora   | Drosera walyunga       |  |
| Drosera pedicellaris |                       |                        |  |

#### SekceCoelophylla
Drosera glanduligera

#### SekceLasiocephala
| Drosera banksii              | Drosera brevicornis | Drosera broomensis |  |
| Drosera caduca               | Drosera darwinensis | Drosera derbyensis |  |
| Drosera dilatatio-petiolaris | Drosera falconeri   | Drosera fulva      |  |
| Drosera kenneallyi           | Drosera lanata      | Drosera ordensis   |  |
| Drosera paradoxa             | Drosera petiolaris  |                    |  |

#### SekceMeristocaules
Drosera meristocaulis

#### SekcePhycopsis
Drosera binata

#### SekcePtycnostigma
| Drosera acaulis | Drosera cistiflora | Drosera pauciflora |

#### SekceThelocalyx
| Drosera burmannii | Drosera sessilifolia |  |  |

### PodrodErgaleium

#### SekceErgaleium
| Drosera andersoniana  | Drosera bulbigena   | Drosera erythrogyna  |
| Drosera gigantea      | Drosera graniticola | Drosera heterophylla |
| Drosera huegellii     | Drosera intricata   | Drosera macrantha    |
| Drosera marchantii    | Drosera menziesii   | Drosera microphylla  |
| Drosera modesta       | Drosera moorei      | Drosera myriantha    |
| Drosera neesi         | Drosera pallida     | Drosera peltata      |
| Drosera radicans      | Drosera ramentacea  | Drosera salina       |
| Drosera stricticaulis | Drosera subhirtella | Drosera subtilis     |
| Drosera sulphurea     | Drosera zigzagia    |                      |

#### SekceErythrorhizae
| Drosera browniana        | Drosera bulbosa     | Drosera erythrorhiza |  |
| Drosera lowriei          | Drosera macrophylla | Drosera orbiculata   |  |
| Drosera prostratoscaposa | Drosera rosulata    | Drosera whittakeri   |  |
| Drosera zonaria          |                     |                      |  |

#### SekceStoloniferae
| Drosera fimbriata   | Drosera platypoda | Drosera ramellosa    |
| Drosera humilis     | Drosera monticola | Drosera porrecta     |
| Drosera rupicola    | Drosera prostrata | Drosera purpurascens |
| Drosera stolonifera |                   |                      |

### PodrodRegiae
| Drosera regia |

## Rozdělení podle ekologických skupin
Rozdělení podle ekologických skupin je provedeno po vzoru knihy Masožravé rostliny od Davida Švarce.

### Nezatahující světlomilné rosnatky
- Drosera aliciae
- Drosera bequaertii
- Drosera brevifolia
- Drosera burmannii
- Drosera capensis - Rosnatka kapská
- Drosera capillaris
- Drosera collinsiae
- Drosera cuneifolia
- Drosera dielsiana
- Drosera elongata
- Drosera graomogolensis
- Drosera graminifolia
- Drosera hamiltonii
- Drosera humbertii
- Drosera indica
- Drosera natalensis
- Drosera madagascariensis
- Drosera montana
- Drosera pusilla
- Drosera regia
- Drosera roraimae
- Drosera sessilifolia
- Drosera slackii
- Drosera spatulata
- Drosera villosa

### Rosnatky jižní Afriky přežívající suchou periodu
- Drosera alba
- Drosera cistiflora
- Drosera esterhuysenae
- Drosera pauciflora
- Drosera ramentacea

### Rosnatky s přezimovacími pupeny
- Drosera anglica - Rosnatka dlouholistá
- Drosera arcturi
- Drosera binata
- Drosera filiformis
- Drosera intermedia - Rosnatka prostřední
- Drosera linearis
- Drosera rotundifolia - Rosnatka okrouhlolistá
- Drosera stenopetala

### Trpasličí rosnatky
- Drosera androsacea
- Drosera barbigera
- Drosera callistos
- Drosera citrina
- Drosera closterostigma
- Drosera dichrosepala
- Drosera echinoblastus
- Drosera enneaba
- Drosera enodes
- Drosera ericksoniae
- Drosera grievei
- Drosera helodes
- Drosera lasiantha
- Drosera mannii
- Drosera microscapa
- Drosera miniata
- Drosera nitidula
- Drosera nivea
- Drosera occidentalis
- Drosera orepodion
- Drosera paleacea
- Drosera parvula
- Drosera pedicellaris
- Drosera platystigma
- Drosera pulchella
- Drosera pycnoblasta
- Drosera pygmaea
- Drosera roseana
- Drosera sargentii
- Drosera sewelliae
- Drosera scorpioides
- Drosera silvicola
- Drosera spilos
- Drosera stelliflora
- Drosera walyunga

### Rosnatky s hlízami a jejich blízce příbuzné druhy
- Drosera auriculata
- Drosera andersoniana
- Drosera banksii
- Drosera browniana
- Drosera bulbigena
- Drosera bulbosa
- Drosera erythrorhiza
- Drosera fimbriata
- Drosera gigantea
- Drosera graniticola
- Drosera heterophylla
- Drosera huegellii
- Drosera humilis
- Drosera lowriei
- Drosera macrantha
- Drosera macrophylla
- Drosera marchantii
- Drosera menziesii
- Drosera microphylla
- Drosera modesta
- Drosera monticola
- Drosera myriantha
- Drosera neesi
- Drosera orbiculata
- Drosera pallida
- Drosera peltata
- Drosera planchonii
- Drosera platypoda
- Drosera porrecta
- Drosera prostrata
- Drosera purpurascens
- Drosera radicans
- Drosera ramellosa
- Drosera rechingeri
- Drosera rosulata
- Drosera rupicola
- Drosera salina
- Drosera stolonifera
- Drosera stricticaulis
- Drosera subhirtella
- Drosera subtilis
- Drosera sulphurea
- Drosera tubaestylis
- Drosera whittakeri
- Drosera zigzagia
- Drosera zonaria

### Stínomilné pralesní rosnatky severovýchodní Austrálie
- Drosera adelae
- Drosera prolifera
- Drosera schizandra

### Rosnatky ze sekceLasiocephala(okruhDrosera petiolaris)

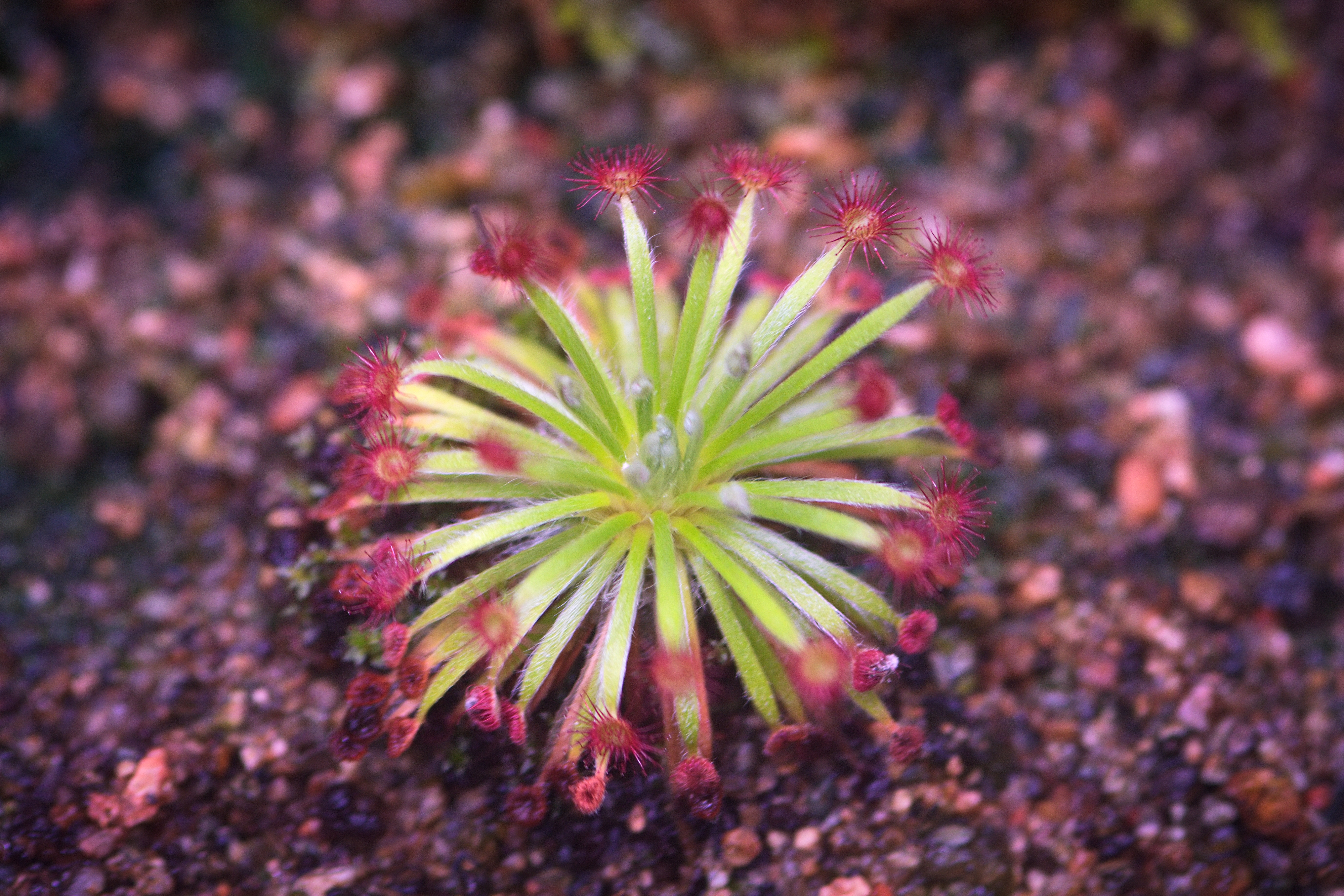
Drosera broomensis

- Drosera broomensisDrosera brevicornis
- Drosera broomensis
- Drosera caduca
- Drosera darwinensis
- Drosera derbyensis
- Drosera dilatato-petiolaris
- Drosera falconeri
- Drosera fulva
- Drosera kenneallyi
- Drosera lanata
- Drosera ordensis
- Drosera paradoxa
- Drosera petiolaris

### Rosnatky, které zde dosud nebyly zařazeny
- Drosera acaulis

- Drosera arenicola
- Drosera biflora
- Drosera bryastrum
- Drosera burkeana
- Drosera cayennensis
- Drosera cendeensis
- Drosera chrysolepis
- Drosera colombiana
- Drosera communis
- Drosera erythrogyna
- Drosera esmeraldae
- Drosera felix
- Drosera glabripes
- Drosera glanduligera
- Drosera hartmeyerorum
- Drosera hilaris
- Drosera hirtella
- Drosera hirticalyx
- Drosera insolita
- Drosera intricata
- Drosera kaieteurensis
- Drosera katangensis
- Drosera meristocaulis
- Drosera moorei
- Drosera neocaledonica
- Drosera nidiformis
- Drosera oblanceolata
- Drosera omissa
- Drosera panamensis
- Drosera pilosa
- Drosera prostratoscaposa
- Drosera uniflora
- Drosera yutajensis